# صنعت انرژی

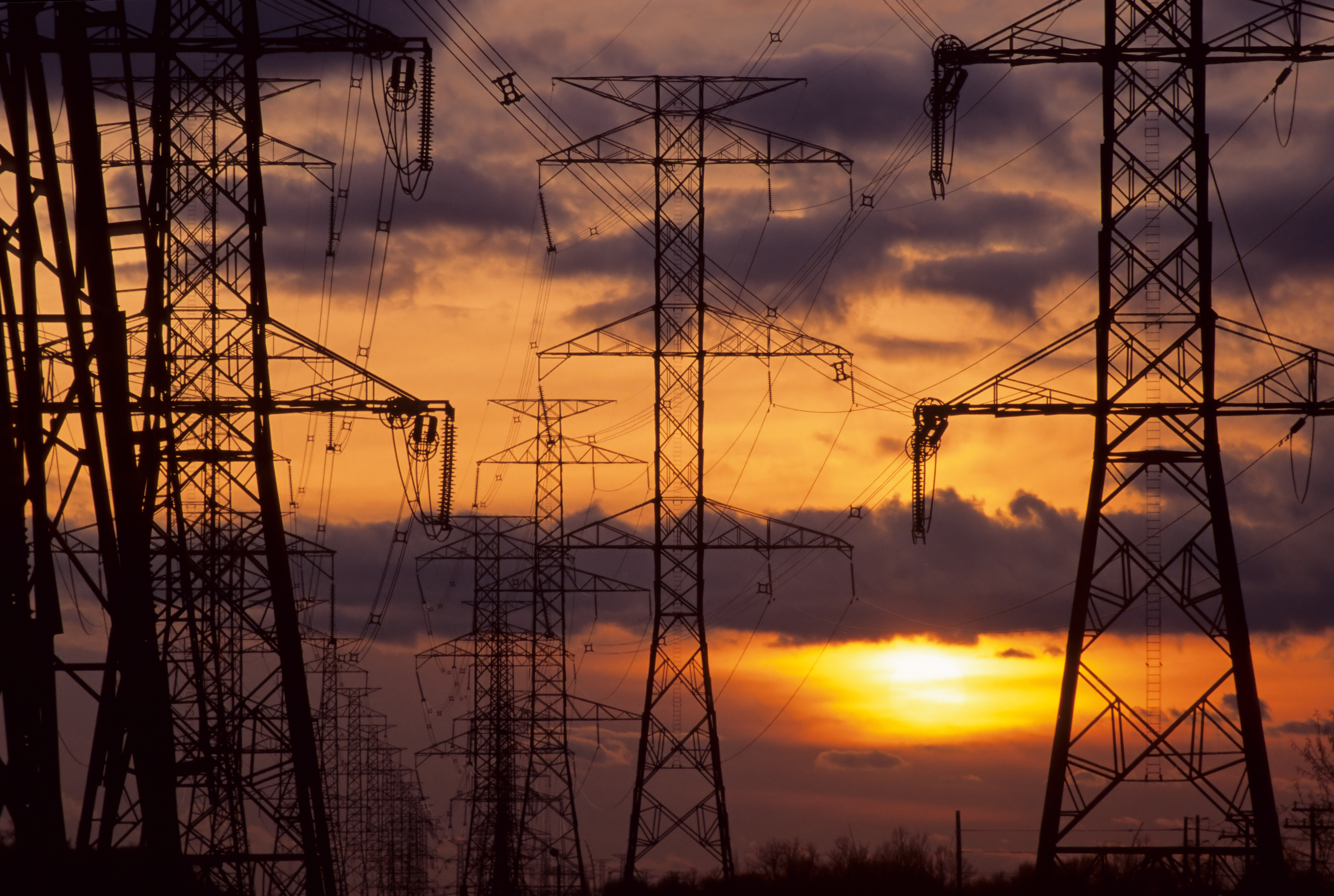
نمایی از خطوط انتقال برق

صنعت انرژی (به انگلیسی: Energy industry) به همه صنایعی که در تولید و فروش انرژی، از جمله استخراج، تولید، پالایش و پخش سوخت، دخیل هستند، اشاره دارد. جامعه مدرن مقادیر بسیاری سوخت مصرف می‌کند و صنعت انرژی بخش مهمی از زیرساخت‌ها و نگهداری جامعه تقریباً در همه کشورها است.
به طور خاص، صنعت انرژی شامل موارد زیر است:
- صنایع سوخت فسیلی، که شامل صنایع نفتی (شرکت‌های نفتی، پالایشگاه‌های نفت، ترابری سوخت و فروش به مصرف‌کننده پایانی در پمپ بنزین‌ها)، صنایع زغال‌سنگ (استخراج و فرآوری) و صنایع گاز طبیعی (استخراج گاز طبیعی و تولید گاز زغال‌سنگ و همچنین پخش و فروش)؛

- صنعت برق، شامل تولید برق، پخش و فروش برق؛

- صنعت انرژی هسته‌ای؛

- صنعت انرژی تجدیدپذیر، شامل شرکت‌های انرژی جایگزین و انرژی پایدار، از جمله شرکت‌هایی که در تولید انرژی برق‌آبی، انرژی بادی و خورشیدی و تولید، پخش و فروش سوخت‌های جایگزین فعالیت دارند؛ و

- صنعت انرژی سنتی مبتنی بر جمع‌آوری و پخش هیزم که استفاده از آن برای پخت‌وپز و گرمایش، به‌ویژه در کشورهای فقیرتر رایج است.

وابستگی فزاینده در طول قرن بیستم به منابع انرژی منتشرکننده کربن، مانند سوخت‌های فسیلی، و انرژی‌های تجدیدپذیر منتشرکننده کربن، مانند زیست‌توده، به این معنی است که صنعت انرژی اغلب در آلودگی و اثرات زیست‌محیطی بر اقتصاد نقش داشته است. تا همین اواخر، سوخت‌های فسیلی منبع اصلی تولید انرژی در اکثر نقاط جهان بودند و سهم چشمگیری در گرمایش جهانی و آلودگی دارند. بسیاری از اقتصادها در حال سرمایه‌گذاری در انرژی‌های تجدیدپذیر و پایدار هستند تا گرمایش جهانی را محدود کرده و آلودگی هوا را کاهش دهند.